# Antagonist endotelinkog receptora
Antagonisti endotelinskog receptora (ERA) su lekovi koji blokiraju endotelinske receptore.
Endotelinski antagonisti se svrstavaju u tri grupe: 
- selektivni antagonisti ETA receptora (sitaksentan, ambrisentan, atrasentan, BQ-123).
- dualni antagonisti (bosentan, tezosentan), koji deluju na endotelinski A i B receptore.[2]
- selektivni antagonisti ETB receptora (BQ-788). Oni se koriste u istraživanjima, ali još uvek nisu dosegli stepen kliničkih ispitivanja.

Sitaksentan, ambrisentan i bosentan se uglavnom koriste za lečenje plućne arterijske hipertenzije, dok je atrasentan eksperimentalni antikancerogeni lek.

## Literatura
1. ↑  Suzanne Moreland (1994). „Endothelin receptor antagonists: a brief review”. Canadian Journal of Physiology and Pharmacology. 72: 1469—1471. doi:10.1139/y94-212.
2. ↑  „Endothelin receptor antagonists”.